# دردار واليشي
دردار واليشي (الاسم العلمي: Ulmus wallichii) هو نوع نباتي يتبع جنس الدردار من فصيلة الدردارية.